# One of These Days (композиция Pink Floyd)
«One of These Days» (с англ. — «На днях») — музыкальная композиция группы Pink Floyd, первый трек альбома 1971 года Meddle..
На концертных выступлениях в 1970-х годах композиция часто объявлялась как «One of These Days I’m Going to Cut You into Little Pieces» (с англ. — «Как-нибудь на днях я искрошу тебя на мелкие кусочки») — так полностью звучит речитатив, произносимый в этой композиции Ником Мейсоном замедленным и искажённым голосом, такое же название упоминается в титрах фильма Live at Pompeii.
Авторами «One of These Days» являются все члены группы.

## Запись композиции
Основой для композиции стал басовый рифф Роджера Уотерса с эхо-эффектом «Binson», к которому были добавлены органные и гитарные пассажи, а также открывающий и завершающий композицию, шум ветра. Бас-гитара была записана на двух дорожках — Дэвид Гилмор играет в одном стереоканале, Уотерс — в другом. Одна из басовых партий звучит тише и несколько глуховато. По словам Гилмора, на этой гитаре были старые струны, а роуди, которого они послали за новыми струнами, вместо этого ушёл повидаться со своей девушкой. Замедленная и записанная с эффектом кольцевой модуляции для создания жуткого эффекта фраза Мейсона предназначена для Джимми Янга, диджея на Radio 1 и Radio 2 BBC, раздражавшего многих слушателей долгими разговорами в эфире. Абсурдный и неразборчивый монтаж фрагментов из радиошоу Джимми Янга Pink Floyd проигрывали перед исполнением «One of These Days» на некоторых концертах.
По утверждению Энди Маббетта (Andy Mabbett), редактора журнала The Amazing Pudding и автора ряда книг о Pink Floyd, на четвёртой минуте композиции «One of These Days» звучит мелодия из телевизионного сериала Doctor Who.
Комментарий к композиции в интервью Ника Мейсона:

Возможно, самое интересное в «One of These Days» — это то, что в ней я на самом деле выступаю как вокалист, в первый раз за историю наших записей, попавших собственно в распоряжение публики. Это довольно впечатляющее действо, в котором используется высокий голос и замедление ленты.
Оригинальный текст (англ.)Possibly the most interesting thing about «One of These Days» is that it actually stars myself as vocalist, for the first time on any of our records that actually got to the public. It's a rather startling performance involving the use of a high voice and slowed down tape.

## Варианты издания
Помимо записи в альбоме Meddle, «One of These Days» была выпущена в виде сингла в США, Канаде и Италии (с песней «Fearless» на второй стороне), а также в Японии (с песней «Seamus» на второй стороне), выпущена на сборниках A Collection of Great Dance Songs (1981), Works (1983), Shine On (1992), Echoes: The Best of Pink Floyd (2001), концертные варианты этой композиции записаны на сингле «High Hopes / Keep Talking» (1994), в концертных альбомах Delicate Sound of Thunder (1988), Pulse (1995) и в фильме Live at Pompeii (1972).

## Исполнение на концертах
Композиция «One of These Days» часто исполнялась группой Pink Floyd на концертах в начале 1970-х годов, а также во время турне 1987—1988 годов и 1994 года. К наиболее известным из этих выступлений относятся:
- Исполнение «One of These Days» (наряду с «Fat Old Sun», «Echoes» и др.) 30 сентября 1971 года в Парижском театре BBC (BBC Paris Cinema)[13][14][15] для радиопередачи In concert на Radio 1 (в эфир концерт транслировался 12 октября), это было одним из первых живых исполнений «One of These Days» и последним выступлением группы специально для BBC[1].
- Съёмки фильма Live at Pompeii с 4 по 7 октября 1971 года в амфитеатре римского города Помпеи, во время которого была исполнена «One of These Days»[13][14][15], в фильм эта композиция вошла под полным названием — «One of These Days I’m Going to Cut You into Little Pieces»[5]. Большая часть времени в кадре отведена игре Ника Мейсона на ударной установке.
- «One of These Days» исполнялась во время пятого американского гастрольного тура в октябре и ноябре 1971 года[13][16][17].
- 20 января 1972 года композиция «One of These Days» была сыграна на концерте в Брайтоне (Brighton). На этом концерте состоялся дебют альбома The Dark Side of the Moon[18].
- «One of These Days» регулярно исполнялась в 1972 году во время турне по Британии, Японии, во время шестого и седьмого североамериканских туров[16][19][20].
- В конце 1972 и начале 1973 года Pink Floyd играли на постановках балета французского хореографа Ролана Пети (Roland Petit) (Roland Petit Ballet) в Марселе[18] и в Париже[21], в числе прочих композиций Pink Floyd исполняли «One of These Days»[22][23][24].
- Во время выступлений Pink Floyd на концертах 1973 года «One of These Days» была основным номером, исполняемым на бис[25].
- Во время выступлений Pink Floyd в 1987—1988 годах «One of These Days» открывала вторую часть концертной программы[1]. Запись композиции вошла как в концертный альбом Delicate Sound of Thunder 1988 года, так и в фильм Уэйна Ишэма (Wayne Isham) 1989 года «Delicate Sound of Thunder». Исполнение «One of These Days» на концертах нередко сопровождалось появлением над сценой и залом надувной свиньи[26].
- Pink Floyd исполняли «One of These Days» на концертах в 1994 году, одна из этих концертных записей была выпущена на сингле «High Hopes / Keep Talking»[1]. Запись композиции включена в концертный альбом Pulse 1995 года и в фильм Дэвида Маллета (David Mallet) 1994 года P*U*L*S*E.

## Кавер-версии
- Кавер-версия 1978 Disco Floyd Band в стиле диско[27].
- Кавер-версия группы Spahn Ranch, записанная в сборнике 1995 года «A Tribute To Pink Floyd».
- В 1995 году кавер на «One of These Days» был записан группой Girls Under Glass в альбоме Crystals & Stones под названием «(Another) One of These Days»[28].
- В 2001 году немецкой группой Haldolium «One of These Days» был записан в стиле транс[29].
- Отрывок из «One of These Days» был исполнен на концерте группы Metallica в Сеуле 15 августа 2006 года (Seoul, Olympic Main Stadium), его сыграли Кирк Хэмметт (гитара) и Роберт Трухильо (бас-гитара).
- В 2001 году группа Fantasyy Factoryy записала кавер на One Of These Days (Сборник Signs Of Life — Tribute To Pink Floyd)

## Участники записи
Запись студийной версии композиции:
- Дэвид Гилмор — гитара, бас-гитара — double-tracked bass (правый канал)[30];
- Роджер Уотерс — бас-гитара — double-tracked delayed тремоло (левый канал)[30];
- Ричард Райт — хаммонд орган, пианино, EMS VCS 3 синтезатор (с саунд эффектами)[источник не указан 3900 дней];
- Ник Мейсон — ударные, цимбалина заднем плане[источник не указан 3900 дней], речитатив;

Запись концертных версий композиции в альбомах Delicate Sound of Thunder (1988) и Pulse (1995):
- Дэвид Гилмор — гитара;
- Гай Пратт (Guy Pratt) — бас-гитара;
- Ричард Райт — клавишные;
- Ник Мейсон — ударные, вокал;
- Гэри Уоллис (Gary Wallis) — ударные;
- Тим Ренвик (Tim Renwick) — ритм-гитара;
- Джон Карин (Jon Carin) — клавишные;